# Lagkage
En lagkage er en særlig kage, der bygges op i flere lag – heraf navnet. Lagkager er bygget op af et antal lagkagebunde (oftest mellem 3 og 6) og fyld. En traditionel lagkagebund er lavet af sukkerbrødsdej, men kan også laves af andre typer rørt eller pisket kagedej. Fyldet kan f.eks. bestå af kagecreme, flødeskum, frisk frugt og/eller marmelade eller syltetøj. En sådan kage er sædvanligvis rund (evt. firkantet), selv om der ikke er nogen speciel begrænsning på dens geometriske udformning.
Konstruktionen af kagen kan afsluttes med et ydre lag, der skabes ved at overtrække kagen med f.eks. chokolade. Traditionelle fødselsdagslagkager har gerne en glasur af flormelis og vand på toppen og flødeskum i kanten. Fødselsdagslagkager er ofte pyntet med små lagkagelys og det danske flag i form af små papirflag.
Ordet lagkage er blevet brugt i det danske sprog siden ca. år 1900, selv om kagetypen er langt ældre. I Frøken Jensens Kogebog fra 1901 er der en opskrift på Lag-Kage.